# مونیکا رسکا
مونیکا رُسکا (لهستانی: Monika Rosca؛ زادهٔ ۴ مهٔ ۱۹۶۱) بازیگر، موسیقی‌دان و نوازنده پیانو اهل لهستان است.
از فیلم‌هایی که وی در آن‌ها نقش داشته است، می‌توان به بچه‌های آب (صداپیشهٔ نسخهٔ لهستانی) و در بادیه و بیابان اشاره نمود.